# Marjolaine Bouchard
 (novembre 2017).
Pour les articles homonymes, voir Bouchard.
Œuvres principales
- Alexis le Trotteur ou Les Trois Mourures du cheval du nord
- Madame de Lorimier, un fantôme et son ombre
- Les Portes du couvent

Marjolaine Bouchard, née le 11 novembre 1958 à La Baie, est une romancière, nouvelliste et dramaturge québécoise.

## Biographie
Marjolaine Bouchard complète son baccalauréat en littérature française à l’Université du Québec à Chicoutimi en 2002. Son œuvre est publiée dans différentes maisons d'édition depuis 1996. À partir de 1997, elle fait la promotion de la littérature en donnant des conférences et des ateliers créatifs dans les écoles primaires et secondaires de la province, ainsi qu’à l’Université du Québec à Chicoutimi et à l'Université d'État Austin Peay. 
Entre 2013 et 2019, elle préside l’Association des écrivains de la Sagamie (APES).  
Originaire du Saguenay, elle demeure présentement à Québec, Québec.  

## Associations
- Union des écrivaines et des écrivains québécois
- APES (Association professionnelle des écrivains de la Sagamie)

## Œuvre
Après une série d’œuvres pour la jeunesse, Bouchard fait paraître un roman consacré à l’adolescence et récompensé à juste titre par le prix de l’ANEL, catégorie « Littérature pour la jeunesse ». Le jeu de la mouche et du hasard aborde des questions étroitement liées à cet âge de la vie : la résistance à la norme, l’éveil de la sexualité et sa formation, de même que les préjugés auxquels sont parfois confrontés les adolescents en mal de repères.
Ce roman témoigne déjà de sujets qui reviennent tout au long de l’œuvre subséquente de l’écrivaine : les liens familiaux, la fratrie, dont elle montre les facettes tantôt heureuses et tantôt plus troubles, voire résolument sombres, comme dans L’échappée des petites maisons.
Après trois romans consacrés à des figures folkloriques significatives du paysage québécois (Alexis le Trotteur, le géant Beaupré et Lili St-Cyr), après une incursion du côté tragique de l’histoire (Madame de Lorimier, l’épouse du célèbre Patriote), Marjolaine Bouchard explore l’époque comprise entre les années 1930 et 1960.
Reviennent alors à l’avant-scène des sujets qu’elle n’avait pas complètement délaissés : la famille, le changement de mœurs, le fragile équilibre entre les traditions et la modernité ; elle s’emploie à mettre en scène des familles plus ou moins typiques aux prises avec des revers de fortune qui font grandir les uns et se perdre les autres. La trilogie Les portes du couvent plonge le lecteur dans un univers aujourd’hui presque entièrement révolu, l’éducation des jeunes filles par une congrégation de religieuses dévouées, quoique fragilisées par les aléas de la révolution sociale qui se profile ; Les belles fermières illustrent la ténacité de huit sœurs que les circonstances laissent seules à elles-mêmes sur la terre paternelle, héritage empoisonné ; sa plus récente trilogie, Les jolis deuils, nous conduit une décade plus tard, au seuil des années 1950 : revenu chez lui, un jeune aspirant médecin tente de trouver sa place dans la vie à travers les bouleversements d’une société hésitant entre nouvelles idées et mœurs anciennes dans le domaine funéraire.
À l’automne 2021, Marjolaine Bouchard fait paraître Les allumettières, où figurent encore les thèmes et sujets de prédilections de l’auteure : la lutte pour le changement social, l’ébranlement de la solidarité familiale et professionnelle, et le balancement entre tradition et modernité.
L’écriture romanesque de Marjolaine Bouchard emprunte occasionnellement aux structures et procédés classiques du conte narratif : éléments perturbateurs bien identifiés, tiraillement des forces morales en présence, rapidité de l’action, en même temps qu’elle fait place à des éléments factuels de l’histoire récente et à une psychologie des personnages plus fouillée que dans le merveilleux auquel ses romans pour la jeunesse se rattachaient nettement.

### Romans

#### Trilogie historiqueLes jolis deuils
- Retour à Port-Aux-Esprits, tome I (Roman d'époque, Les éditeurs réunis, 2019)
- Promesse de printemps, tome 2 (Roman d'époque, Les éditeurs réunis, 2020)
- Horizons bleus, tome 3 (Roman d'époque, Les éditeurs réunis, 2020)

#### Trilogie historiqueLes Portes du couvent
- Tête brûlée, tome I (Roman d'époque, Les éditeurs réunis, 2017)
- Amours empaillées, tome II (Roman d'époque, Les éditeurs réunis, 2017)
- Fleur de cendres, tome III (Roman d'époque, Les éditeurs réunis, 2018)

#### Autres romans
- L’Échappée des petites maisons (La Grenouillère, 2011)
- Alexis le Trotteur ou Les Trois Mourures du cheval du nord (Roman historique, Les éditeurs réunis, 2011)
- Le Géant Beaupré (Les éditeurs réunis, 2012) Extrait dans Zoom sur...le salon du livre du Saguenay-Lac-Saint-Jean (Le salon du livre du Saguenay-Lac-Saint-Jean, 2014)
- Lili St-Cyr, la fleur des effeuilleuses (Roman historique, Les éditeurs réunis, 2014) Extrait dans Zoom sur...le salon du livre du Saguenay-Lac-Saint-Jean (Le salon du livre du Saguenay-Lac-Saint-Jean, 2014)
- Madame de Lorimier, un fantôme et son ombre (Roman historique, Les éditeurs réunis, 2015)
- Les belles fermières (Roman d'époque, Les éditeurs réunis, 2018)
- Les allumettières (Roman d'époque, Les éditeurs réunis, 2021)
- La rêveuse de Deux-Rives (Roman d'époque, Les éditeurs réunis, 2022)
- Les diseuses de bonne aventure (Roman d'époque, Les éditeurs réunis, 2024)

### Ouvrages de littérature d'enfance et de jeunesse
- Entre l’arbre et le roc (Roman jeunesse, JCL, 1997)
- Délire virtuel (Roman jeunesse, JCL, 1998)
- Circée l'enchanteresse (Roman jeunesse, JCL, 2000)
- La Marquise de poussière (Roman jeunesse, JCL, 1999)
- Le Jeu de la mouche et du hasard (Roman jeunesse, Hurtubise, 2007)
- Autant en emporte le ventre (Album jeunesse, publié par l’auteure, 2012, illustrations par Émilie Jean)

### Biographie romancée
- Le Cheval du nord (JCL, 1999)

### Nouvelles
- Trois Petits Tours (JCL, Un Lac Un Fjord VI, 1999)
- L'Autre Côté de la vitre (JCL, Un Lac Un Fjord VII, 2000)
- Grossir (JCL, Un Lac Un Fjord IX, 2002)
- S’aimer (JCL, Un Lac Un Fjord Un Fleuve X, 2003)
- Le Trou (XYZ, Revue de la nouvelle XYZ, 2004)
- Silence on tourne (JCL, Un Lac Un Fjord Un Fleuve XI, 2005)
- Amants (JCL, Un Lac Un Fjord Un Fleuve XII, 2006)
- Aube et Ombre (JCL, Un Lac Un Fjord Un Fleuve XIII, 2007)
- Timbrés (JCL, Un Lac Un Fjord Un Fleuve XIV, 2008)
- Que reviennent les oiseaux (Ville de Saguenay, Regards sur Saguenay d’hier à demain, 2009)
- Couper le fil (XYZ, Revue de la nouvelle XYZ, 2012)
- Les Oiseaux de papier (Sivori, Trois siècles de vie française au pays de Cadillac, 2002) Traduction anglaise par Elisabeth Vonarburg (The Paper Birds)
- Diffraction (La Bonante - revue de création littéraire, 2020, prix littéraire Damase-Potvin)

### Théâtre
- Harmonie en bébé majeur (Production du Théâtre des amis de chiffon, Chicoutimi, 1999)

## Prix littéraires o1/32642/
- 1996 : Prix la Plume saguenéenne pour Entre l’arbre et le roc
- 2008 : Prix littéraires des enseignants AQPF-ANEL pour Le Jeu de la mouche et du hasard
- 2012 : Prix littéraires du Salon du livre du Saguenay-Lac-Saint-Jean, catégorie jeunesse pour Autant en emporte le ventre
- 2016 : Prix littéraires du Salon du livre du Saguenay-Lac-Saint-Jean, catégorie roman pour Madame de Lorimier, un fantôme et son ombre
- 2018 : Prix littéraires du Salon du livre du Saguenay-Lac-Saint-Jean, Distinction littéraire pour sa carrière[1]
- 2019 : Reçue membre de l'Ordre du Bleuet
- 2020 : Prix littéraire Damase-Potvin, pour la nouvelle Diffraction